# Stachys floridana
Stachys floridana es una especie en la familia de las mentas, (Lamiaceae). Es nativa de los Estados Unidos, donde su verdadero rango nativo probablemente se limita a Florida, pero hoy en día se conoce en todo el sudeste como una especie introducida y hierba común. Se puede encontrar tan al oeste como Texas, y se ha registrado en California.. Sus nombres comunes incluyen betonía de Florida , ortiga de Florida, y hierba cascabel. Se le ha llamado alcachofa salvaje, pero no está estrechamente relacionada con la alcachofa. La planta fue la "Hierba del Mes" del Departamento de Agricultura de Florida para febrero de 2010.

## Descripción
Esta especie es una hierba perenne que produce un tallo erecto y peludo de hasta medio metro de altura máxima. Crece a partir de una red de rizomas con tubérculos. El tubérculo distintivo de color pálido tiene varios centímetros de largo y aproximadamente un centímetro de ancho, y está segmentado de tal manera que se asemeja al sonajero en la cola de una serpiente de cascabel, la inspiración para el nombre común "hierba de cascabel". También se dice que el tubérculo se parece a "un gusano gordo". Según los informes, el tubérculo puede crecer hasta un metro de largo en suelos arenosos. Las hojas dispuestas de forma opuesta tienen láminas de hasta 5,5 centímetros de largo en pecíolos de hasta 3,5 centímetros de largo. Las flores crecen en racimos de 3 a 6 desde las axilas de las hojas superiores. El cáliz tubular, peludo de los sépalos tiene lóbulos puntiagudos. La corola de dos labios mide hasta 1.3 centímetros de largo y es de color blanco a rosa con manchas moradas o líneas más oscuras. El fruto es un esquizocarpo de unos centímetros de largo que se divide por la mitad. Las semillas tienen aproximadamente un milímetro de largo.

## Biología
La planta es una prolífica productora de semillas, pero a menudo tiene reproducción vegetativa a través de sus rizomas y tubérculos. Pequeños segmentos de rizoma pueden brotar en nuevas plantas, y el transporte del tubérculo a nuevas áreas puede ser la forma más común en que la planta se propaga. La planta crece en tipos de hábitat perturbados, como los bordes de las carreteras, a menudo en suelos húmedos. Crece en césped y en lechos de plantas ornamentales.

## Impacto
Se consideró que la planta era endémica de Florida hasta las décadas de 1940 y 1950, cuando comenzó a extenderse por todo el sureste de los Estados Unidos. Su sistema de rizomas se extiende fácilmente en los suelos sueltos de la tierra cultivada, y se convirtió en una maleza de tierras residenciales y comerciales. Se puede encontrar en céspedes, especialmente la grama ciempiés y hierba de San Agustín. Es una maleza de plantas ornamentales, donde puede ser más difícil de controlar que en el césped, porque se aprueban menos herbicidas para su uso en hierbas y arbustos ornamentales que en céspedes. Es una de las peores malezas del helecho cultivado de hoja de cuero ornamental (Rumohra adiantiformis). El control de malezas en plantas ornamentales puede requerir el arrastre manual, con la eliminación cuidadosa de todos los tubérculos.

## Usos

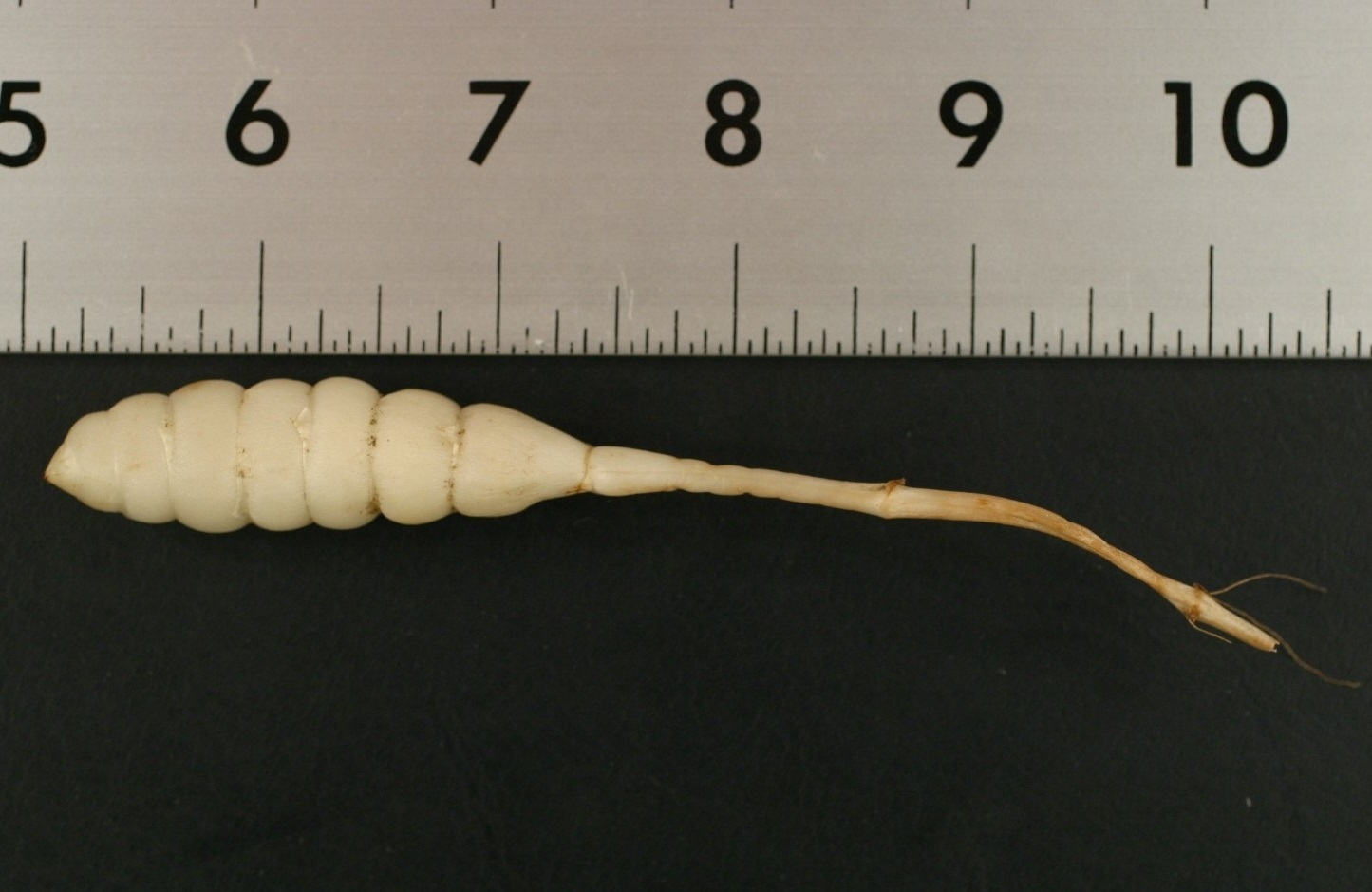
Tubérculo

Al igual que su pariente, la alcachofa china, el tubérculo "crujiente y suculento" es comestible, y tiene "una textura agradablemente crujiente y un sabor suave y ligeramente dulce".